# آرشیکد
نرم‌افزار آرشیکد (به انگلیسی: Graphisoft ArchiCAD) یکی از اولین نرم‌افزارهایی که به صورت تخصصی برای دانشجویان رشتهٔ عمران و معماری ساخته شده است که دارای امکانات بسیار خوبی مانند مشاهده سه بعدی، تغییر میزان نور در شب و روز، آنالیز داده‌های ساختمانی و … است. علاوه بر این، در این نرم‌افزار دیوار، سقف، درب، پنجره و سایر اجزای یک ساختمان به صورت از قبل آماده در آن قرار دارند و فقط کافیست که شما آنها را انتخاب کنید و با وارد نمودن سایز و اندازهٔ دلخواه خود آنها را بکار گیرید.
آرشیکد یکی از قدیمی‌ترین نرم‌افزارهای طراحی و پیاده‌سازی محیط‌های سه بعدی است و امکانات فوق‌العاده ای برای شبیه‌سازی سه بعدی مدل‌های ساختمانی دارد.

## بررسی اجمالی این نرم‌افزار
آرشیکد، یک پکیج کامل برای طراحی‌های دوبعدی و سه بعدی و ترسیم، و شبیه‌سازی‌های معماری است. همچنین توانایی مدل‌سازی اطلاعات ساختمان را دارد و می‌توان آن را برنامه‌ریز و طراح نامید. از دیگر امکانات آرشیکد می‌توان به سازگاری آن با فرمت‌های نرم‌افزارهای معروف در این رشته از جملهتری دی استودیو مکس و اتوکد نام برد.

## ویژگی‌ها
- تبادل داده
- بهبود محیط کار عمده
- کار با آبجکت‌های پارامتریک
- همکاری و دسترسی از راه دور
- محیط باز و وسیع سه بعدی
- قابلیت ساخت گزارشات دقیق از پروژه
- رابط‌های برنامه کاربردی و برنامه‌نویسی
- سازگاری به نرم‌افزارهای 3D Studio Max و AutoCAD
- امکان اتصال به Google Earth برای شبیه‌سازی مدل‌ها
- امکان تغییر حالت سریع بین مدهای ۲ بعدی و ۳ بعدی
- دارای پایگاه داده مرکزی برای ذخیره‌سازی اطلاعات سازه
- بهبود همکاری مبتنی بر IFC و تشخیص برخورد (با استفاده از MEP طراح افزودنی) را بهبود می‌بخشد همکاری باز BIM بین معماران و مهندسان
- استفاده از ظرفیت استفاده نشده کامپیوتر با پیش بینی آنچه که شما ممکن بعدی انجام دهید و برای آماده‌سازی آن اقدامات در پس زمینه

## انواع مجوز
مجوز این نرم‌افزار به صورت تجاری است و البته می‌توانید در یک دوره ۳۰ روزه به صورت آزمایشی از آن استفاده کنید.